# Morion

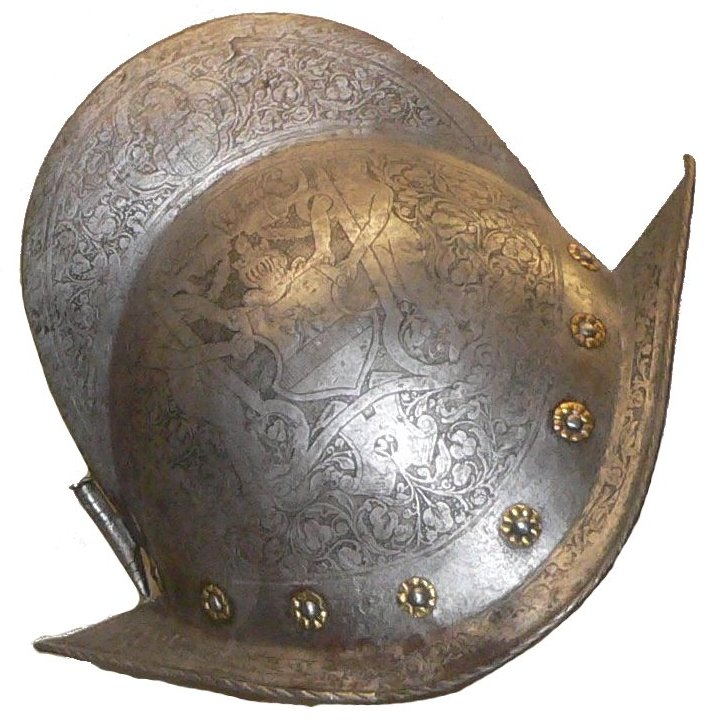
Morion mit Kamm, Seitenansicht

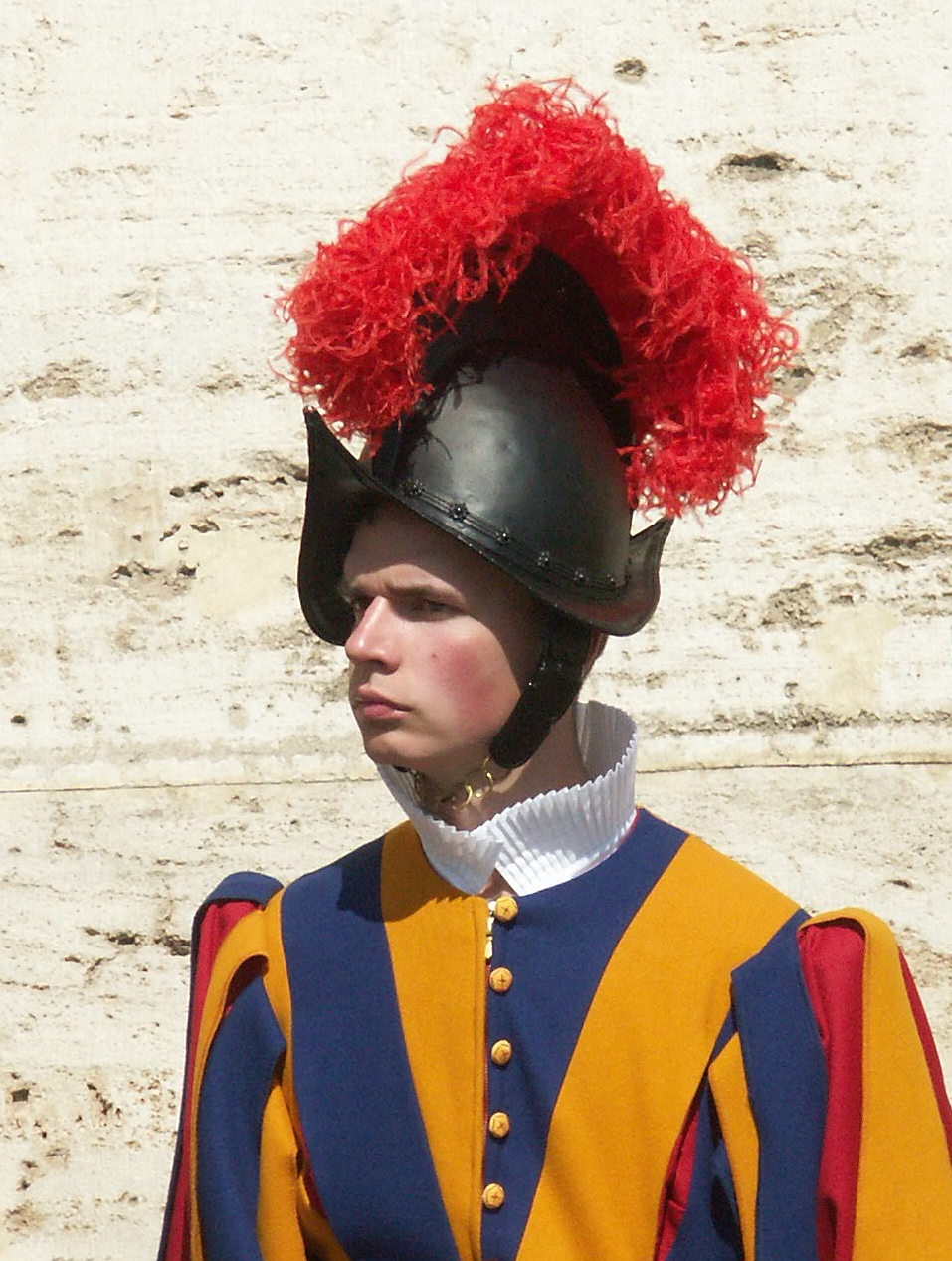
Schweizergardist mit schwarzem Kunststoff-Morion (für Sonn- und Feiertage)

Der Morion (spanisch Morrión) ist ein offener Helmtypus ohne Visier, der in der ersten Hälfte des 16. Jahrhunderts aus der Form des spanischen Cabassets (spanische Version des Eisenhuts) entstand.
Die Helmglocke der frühen Morions war konisch geformt und von einer breiten Krempe umgeben, die an der Vorder- und Hinterseite des Helmes nach oben geklappt war, spitz zulief und an den Seiten schräg nach unten abfallend gestaltet war. Die Helme waren in vielen Fällen mit Wangenklappen versehen. In der Mitte des 16. Jahrhunderts kamen Morions auf, deren Helmglocke wie auch bei den spanischen Vorbildern über einen hohen Helmkamm unterschiedlicher Höhe und Formgebung verfügten. Der Morion wurde bis zum Anfang des 17. Jahrhunderts verwendet und fand zunächst bei Pikenieren, später vor allem bei Stadtwachen und Leibgarden Verbreitung. Die Schweizergarde des Vatikans trägt auch heute noch Morions.
Hochwertige Exemplare wurden aus einer einzigen Stahlplatte geschmiedet und oftmals aufwändig verziert. Fast alle berühmten Plattner stellten Morions in künstlerisch hochwertigen Versionen her, die in Auftragsarbeiten für die Königs- und Fürstenhäuser gefertigt wurden. Viele dieser kostbaren Exemplare sind in musealen Sammlungen weltweit erhalten. Bei der Schweizergarde wurden Mitte 2018 die Morions aus Metall durch solche aus kratzfestem Kunststoff ersetzt, die im 3D-Druck gefertigt werden.
Aus dem Morion entstand in der zweiten Hälfte des 16. Jahrhunderts der Cabasset, auch „Birnenmorion“, „Birnencabasset“, „Birnhelm“ oder „Spanischer Morion“ genannt. Dieser verfügte über eine flache, schmale Krempe und eine hohe Helmglocke, die bei manchen Exemplaren in einem kurzen, nach hinten gekrümmten Helmzapfen endete. Die Helmglocke verfügte über die Form ähnlich einer halben Mandel. Der Morion-Cabasset war eine Mischform aus den beiden Helmtypen. Er besaß die Krempe eines Morions und die Helmglocke eines Cabassets.
Die Helmform wurde im 16. Jahrhundert der Momoyama-Zeit auch in Japan übernommen, wo er zu europäisierten Rüstungen des Nanbandō-Typs getragen wurde.